# Jan Weinstein
Jan Weinstein (ur. 25 lutego 1903 w Warszawie, zm. 27 kwietnia 1974 w Guildford, Wielka Brytania) – polski prawnik.

## Życiorys
Ukończył studia na Wydziale Prawa Uniwersytetu Warszawskiego, od 1926 pracował w służbie zagranicznej. Zajmował stanowisko kierownika referatu informacyjnego w Wydziale Prasowym Ministerstwa Spraw Zagranicznych. W 1933 opublikował swoją najważniejszą pracę „Upper Silesia – the Country of Contrast”. W 1939 po upadku kampanii wrześniowej przedostał się do Francji, gdzie służył w Polskich Siłach Zbrojnych. Po zajęciu Francji przez III Rzeszę ewakuował się do Wielkiej Brytanii, gdzie kierował Wydziałem Łączności Ministerstwa Spraw Zagranicznych polskiego rządu na uchodźstwie. Po zakończeniu działań wojennych zorganizował akcję zbierania materiałów archiwalnych dotyczących dziejów najnowszych polskiej dyplomacji. Zasiadał Radzie I Biurze Studiów Instytutu Piłsudskiego w Londynie.

## Ordery i odznaczenia
- Krzyż Komandorski Orderu Odrodzenia Polski (19 marca 1974)[3]
- Srebrny Krzyż Zasługi (9 listopada 1932)[4]

## Członkostwo
- Polskiego Towarzystwa Naukowego na Obczyźnie[2],
- Royal Institute of International Affair,
- Institute of Contemporary History,
- American Institute of Slavonic Studies.